# روبرت مكنيل الكسندر
روبرت مكنيل الكسندر (بالإنجليزية: Robert McNeill Alexander)‏ هو عالم حيوانات بريطاني، ولد في 7 يوليو 1934 في ليسبورن في المملكة المتحدة، وتوفي في 21 مارس 2016.

## وصلات خارجية
- روبرت مكنيل الكسندر على موقع IMDb (الإنجليزية)
- روبرت مكنيل الكسندر على موقع قاعدة بيانات الفيلم (الإنجليزية)